# Aleksander Ostrzeniewski
Aleksander Ostrzeniewski (ur. ok. 1855, zm. ok. 1917) – polski inżynier kolejowy i wynalazca.
Kształcił się w Instytucie Technologicznym w Petersburgu, który ukończył w 1878. Zajmował się problematyką energetyczną i komunikacyjną, był autorem szeregu publikacji, uzyskał kilka patentów.
Interesował się lotnictwem, a jego przyszłość wiązał z ornitopterami i pionowzlotami odrzutowymi. W latach 1875–1882 opracował kilka modeli ornitoptera, prowadził też prace nad optymalną konstrukcją skrzydła wykonującego ruch okresowo-zmienny. W 1898 we lwowskim "Czasopiśmie Technicznym" opublikował artykuł pt. Żegluga powietrzna, w którym omawiał techniczne zagadnienia konstrukcji skrzydła oraz przedstawił oryginalną metodę obliczeń konstrukcyjnych ornitoptera. Jako pierwszy polski technik obliczył wielkość sił niezbędnych do uniesienia urządzenia w powietrze, jednak ze względu na przyjmowane przy ówczesnym poziomie wiedzy, błędne założenia dotyczące źródeł powstawania siły nośnej skrzydła, uzyskane wyniki odbiegały od rzeczywistości. Opracował własne rozwiązania konstrukcji ruchomego skrzydła, oparte na układzie sprzężonych dźwigni, a tematykę tę kontynuował w pracy Opór w powietrzu spadochronów (1914) i niepublikowanych Warunkach szczególnych spadania i wzbijania się pionowego ptaków, gdzie omówił kilka pomysłów na urządzenia pionowego startu i lądowania, działające w oparciu o efekt sprężania lub siły odrzutu gazów.
Pracował w rosyjskim kolejnictwie, m.in. przy budowie Wielkiej Kolei Transsyberyjskiej. W ostatniej dekadzie XIX w. opracował projekty zastosowania paliwa płynnego do opalania kotłów parowych, które próbował zastosować w parowozach i samochodach. Opublikował w "Przeglądzie Technicznym" artykuł Ruszty dla paliwa płynnego (1893), poświęcony tej tematyce. Pracował też nad wykorzystaniem pary przegrzanej i systemu kotłów różnicowych, a swoje pomysły omówił w artykule pt. Układ różnicowy kołów parowych ("Czasopismo Techniczne", 1904).
Od 1881 zajmował się projektem siłowni wykorzystującej pływy morskie jako źródło energii i należał do światowych pionierów w tej dziedzinie. W 1892 zamieścił w "Czasopiśmie Technicznym" artykuł pt. Użycie przypływów i odpływów morskich jako siły. Opatentowanym wynalazkiem zainteresował się Jan Józef Baranowski, który w 1887 promował go w Londynie.
Zainteresowania Ostrzeniewskiego nie ograniczały się do techniki, lecz obejmowały także religię i filozofię, czemu dały wyraz jego publikacje: Kilka zarysów matematyczno-filozoficznych (1890), O zamieszkalności światów (1898) i Uwagi na tle związku wiedzy z wiarą, czyli osnowa istotna filozofii (1899).